# Scandalo degli abusi sessuali dell'arcidiocesi di Boston
Lo scandalo degli abusi sessuali dell'arcidiocesi di Boston è una serie di casi di abusi sessuali dell'arcidiocesi di Boston, negli Stati Uniti d'America, che hanno rivelato crimini diffusi nella Chiesa cattolica. All'inizio del 2002, il Boston Globe ha pubblicato i risultati di un'indagine che ha portato all'incriminazione di cinque sacerdoti cattolici e ha portato gli abusi sessuali su minori da parte del clero cattolico sotto i riflettori nazionali. La copertura del Boston Globe ha incoraggiato altre vittime a denunciare gli abusi, con conseguenti cause legali e 249 casi penali. Nel 2002, sono state mosse accuse penali contro cinque sacerdoti cattolici romani nell'area di Boston, Massachusetts (John Geoghan, John Hanlon, Paul Shanley, Robert V. Gale e il sacerdote gesuita James Talbot) che sono stati tutti giudicati colpevoli e condannati al carcere.
Nel 2002, l'arcidiocesi di Boston ha accettato di pagare 10 milioni di dollari alle vittime di Geoghan, e nel 2003 ha pagato altri 85 milioni di dollari a 552 vittime e genitori che avevano intentato cause civili per gli abusi ignorati. In alcuni casi, le compagnie assicurative si sono rifiutate di sostenere il costo di grandi risarcimenti, sostenendo che le azioni erano deliberate e non coperte dall'assicurazione.
Nel 2003, il Boston Globe ha ricevuto il Premio Pulitzer per il servizio pubblico. Il giornale è stato onorato, secondo il sito web del Pulitzer, "per la sua copertura coraggiosa e completa... uno sforzo che ha rotto la segretezza, ha suscitato reazioni locali, nazionali e internazionali e ha prodotto cambiamenti nella Chiesa Cattolica Romana".
L'inchiesta sullo scandalo del Boston Globe è stata intitolata "Spotlight Investigation: Abuse in the Catholic Church". Il suo reportage è stato il tema centrale del film del 2015 Il caso Spotlight di Tom McCarthy, che ha vinto due premi Oscar tra cui quello per il miglior film.

## Casi di abusi sessuali

### Paul Desilets
Paul Desilets, un sacerdote in pensione del Québec, era stato incriminato per 27 capi d'accusa di aggressione indecente e percosse risalenti al periodo in cui era parroco a Bellingham, Massachusetts, tra il 1978 e il 1984. Nel 2005 è stato giudicato colpevole e condannato da 1 a 1,5 anni di carcere.